# Achalgori
Achalgori (georgisch ახალგორი, russisch/ossetisch Ленингор/Leningor) ist eine Ortschaft im Südosten der international nur von einigen Staaten anerkannten Republik Südossetien (de jure ein Teil Georgiens) mit etwa 2500 Einwohnern (2002).

## Geographie
Der Ort liegt an der Südflanke des Großen Kaukasus, an der linken (östlichen) Talseite des Flusses Ksani etwa 30 km oberhalb dessen Mündung in die Kura, sowie 50 km Luftlinie nordwestlich der georgischen Hauptstadt Tiflis.
Aus Sicht Georgiens ist der Ort Verwaltungszentrum des Rajons Achalgori der Region Mzcheta-Mtianeti (während der größte Teil Südossetiens zur Region Innerkartlien gehört) und liegt gut 35 km nordwestlich deren Hauptstadt Mzcheta. Die südossetische Hauptstadt Zchinwali liegt knapp 45 km Luftlinie westlich. In der südossetischen Verwaltungsstruktur wird der Rajon als „Rajon Leningor“ bezeichnet.

## Geschichte
Der Name „Achalgori“ kommt von den georgischen Bezeichnungen für „neu“ (ახალი/achali) und „Hügel/Berg“ (გორა/gora). Von 1934 bis 1990 hieß der in dieser Zeit zum Autonomen Gebiet Ossetien gehörende Ort Leningori, benannt nach dem Führer der russischen Revolution von 1917, Wladimir Iljitsch Lenin. 1960 wurde dem vormaligen Dorf der Status einer Siedlung städtischen Typs verliehen.
Nachdem sich Südossetien 1990 im Zuge der Auflösung der Sowjetunion für unabhängig erklärte, marschierten georgische Milizen ein. Die georgischen Zentralbehörden nannten den Ort 1992 erneut in Achalgori um und gliederten den Ort sowie den gesamten an der Peripherie Südossetiens gelegenen umgebenden Rajon in die neu geschaffene Region Mzcheta-Mtianeti ein. Seit 1991 befand sich ein großer Teil dieses Gebietes unter Kontrolle der Zentralregierung, bis es am 17. August 2008 während des Kaukasus-Konflikts von russischen Truppen und südossetischen Milizen eingenommen wurde und seither unter deren Verwaltung steht.
Einwohnerentwicklung
| Jahr | Einwohner |
| ---- | --------- |
| 1959 | 1584      |
| 1970 | 1917      |
| 1979 | 2457      |
| 1989 | 2791      |
| 2002 | 2500      |

Anmerkung: Volkszählungsdaten (2002 gerundet)

## Wirtschaft
Hauptarbeitgeber in der Stadt war bis 2008 eine Brauerei, die vom türkischen Efes-Konzern gekauft wurde. Im Zuge des Kaukasuskrieges wurde die Technik der Brauerei evakuiert. Im Jahr 2018 suchte die Lokalverwaltung nach neuer Technik für die Brauerei.

## Bilder
|  |  |  |